# سیارک ۲۳۲۸۶
سیارک ۲۳۲۸۶ (به انگلیسی: 23286 Parlakgul، نامگذاری:2000YH120) بیست و سه هزار و دویست و هشتاد و ششمین سیارک کشف شده‌است که در ۱۹ دسامبر ۲۰۰۰ کشف شد.
قدر مطلق سیارک برابر ۱۵.۵ است.